# Vincenzo Sospiri
Vincenzo Sospiri (Forlì, 7 oktober 1966) is een voormalig Italiaans autocoureur.
Hij won het Formule 3000 kampioenschap in 1995 nadat hij in 1994 voor het Formule 1-team Simtek had getest. In 1996 was hij testrijder voor Benetton.
Sospiri kreeg zijn kans in 1997 bij het Mastercard Lola-team maar hij slaagde er niet in zich te kwalificeren voor de Grand Prix van Australië. Het team trok zich na de teleurstellende start meteen terug.
Sospiri was de volgende jaren in andere raceklassen actief. Zo reed hij in de Indy Racing League. De twee jaren erna won hij de Sports Racing World Cup met een Ferrari 333 SP met Emmanuel Collard als teammaat. Hij reed ook in de 24 uren van Le Mans.
Hij stopte met racen in 2001 en startte het Euronova-team dat onder meer actief was in de Italiaanse Formule 3000.